# Pedro Vite
Pedro Jeampierre Vite Uca (Babahoyo, 9 de marzo de 2002) es un futbolista ecuatoriano. Juega como centrocampista y su equipo actual es el Club Universidad Nacional de la Primera División de México.

## Trayectoria
Se inició jugando fútbol en las escuelas de la Federación Deportiva de Los Ríos. Después de realizar varias pruebas se incorpora al Independiente del Valle, en donde realizó las categorías sub-12, sub-14, sub-16, sub-18 y sub-20. Con esta última formó parte del plantel que fue campeón de la Copa Libertadores sub-20 de 2020, tras vencer en la final al River Plate de Argentina.
Para el 2020 fue cedido al Independiente Juniors para disputar la Serie B de Ecuador 2020 con el objetivo de ganar experiencia. Marcó su primer gol el 28 de octubre ante Chacaritas en el empate de 2-2 en condición de local. Al final de la temporada marco cuatro goles en cuatro partidos jugados.
Para la temporada 2021 regresó al Independiente del Valle, después de jugar en la Serie B de Ecuador. Su debut en la máxima categoría del fútbol ecuatoriano fue el 21 de febrero en la derrota por 2-0 ante Orense en condición de visitante. Anotó su primer gol el 27 de febrero nuevamente en otra derrota por 3-1 contra Macará. El 13 de marzo anotó su segundo gol en la victoria de su equipo por 3-4 ante Aucas en condición de visitante.
Al nivel internacional debutó el 9 de marzo por el encuentro de la segunda fase de la Copa Libertadores 2021 en la derrota de 1-0 ante Unión Española de Chile. Marcó su primer gol al nivel internacional el 16 de marzo por el encuentro de vuelta ante el mismo rival en la victoria del equipo rayado por 6-2.
El 5 de agosto de 2021 fue anunciado como nuevo fichaje del Vancouver Whitecaps, equipo canadiense que juega en la Major League Soccer. A mediados de 2025 extendió su vínculo con el club hasta 2029. Sin embargo, el 18 de julio fue presentado como refuerzo de los Pumas de la UNAM de México, previo al Torneo Apertura 2025 en una transferencia cercana a los 7 millones de dólares y un contrato hasta 2029.

## Selección nacional

### Categorías inferiores
Ha sido internacional con la selección sub-17 y sub-20 de Ecuador.

#### Participaciones en Sudamericanos
| Campeonato                              | Sede      | Resultado    | Partidos | Goles |
| --------------------------------------- | --------- | ------------ | -------- | ----- |
| Sudamericano Sub-17 de 2019             | Perú      | Cuarto lugar | 8        | 2     |
| Preolímpico Sudamericano Sub-23 de 2024 | Venezuela | Primera fase | 4        | 0     |

#### Participaciones en Copas del Mundo
| Campeonato                  | Sede   | Resultado        | Partidos | Goles |
| --------------------------- | ------ | ---------------- | -------- | ----- |
| Copa Mundial Sub-17 de 2019 | Brasil | Octavos de final | 4        | 1     |

### Selección absoluta
Fue convocado para los amistosos frente a Bolivia y Costa Rica que se jugaron en junio de 2023, debutando el 20 de junio de titular ante los ticos. El encuentro terminaría 3-1 favorable para Ecuador, ese mismo partido anotó su primer gol con la selección mayor, marcó el tercer tanto al minuto 87.
Fue convocado por Sebastián Beccacece para disputar la doble fecha de las eliminatorias para el Mundial de Canadá, Estados Unidos y México 2026 de septiembre de 2024 ante Brasil y Perú.

#### Participaciones en eliminatorias mundialistas
| Mundial            | Sede            | Resultado   | Partidos | Goles |
| ------------------ | --------------- | ----------- | -------- | ----- |
| Eliminatorias 2026 | América del Sur | Clasificado | 7        | 0     |

### Partidos internacionales
Actualizado al último partido disputado el 10 de junio de 2025.
| \| N.° \| Fecha \| Ciudad \| Oponente \| Resultado \| Resultado \| Competencia \| \| --- \| ------------------------ \| ------------ \| ---------- \| --------- \| --------- \| ----------------------------- \| \| 1. \| 20 de junio de 2023 \| Chester \| Costa Rica \| 3-1 \| Victoria \| Amistoso \| \| 2. \| 10 de septiembre de 2024 \| Quito \| Perú \| 1-0 \| Victoria \| Eliminatorias al Mundial 2026 \| \| 3. \| 14 de noviembre de 2024 \| Guayaquil \| Bolivia \| 4-0 \| Victoria \| Eliminatorias al Mundial 2026 \| \| 4. \| 19 de noviembre de 2024 \| Barranquilla \| Colombia \| 1-0 \| Victoria \| Eliminatorias al Mundial 2026 \| \| 5. \| 21 de marzo de 2025 \| Quito \| Venezuela \| 2-1 \| Victoria \| Eliminatorias al Mundial 2026 \| \| 6. \| 25 de marzo de 2025 \| Santiago \| Chile \| 0-0 \| Empate \| Eliminatorias al Mundial 2026 \| \| 7. \| 5 de junio de 2025 \| Guayaquil \| Brasil \| 0-0 \| Empate \| Eliminatorias al Mundial 2026 \| \| 8. \| 10 de junio de 2025 \| Lima \| Perú \| 0-0 \| Empate \| Eliminatorias al Mundial 2026 \| |                          |              |            |           |           |                               |
| N.° | Fecha                    | Ciudad       | Oponente   | Resultado | Resultado | Competencia                   |
| 1. | 20 de junio de 2023      | Chester      | Costa Rica | 3-1       | Victoria  | Amistoso                      |
| 2. | 10 de septiembre de 2024 | Quito        | Perú       | 1-0       | Victoria  | Eliminatorias al Mundial 2026 |
| 3. | 14 de noviembre de 2024  | Guayaquil    | Bolivia    | 4-0       | Victoria  | Eliminatorias al Mundial 2026 |
| 4. | 19 de noviembre de 2024  | Barranquilla | Colombia   | 1-0       | Victoria  | Eliminatorias al Mundial 2026 |
| 5. | 21 de marzo de 2025      | Quito        | Venezuela  | 2-1       | Victoria  | Eliminatorias al Mundial 2026 |
| 6. | 25 de marzo de 2025      | Santiago     | Chile      | 0-0       | Empate    | Eliminatorias al Mundial 2026 |
| 7. | 5 de junio de 2025       | Guayaquil    | Brasil     | 0-0       | Empate    | Eliminatorias al Mundial 2026 |
| 8. | 10 de junio de 2025      | Lima         | Perú       | 0-0       | Empate    | Eliminatorias al Mundial 2026 |

### Goles internacionales
| \| N.° \| Fecha \| Lugar \| Rival \| Gol \| Resultado \| Resultado \| Competición \| \| --- \| ------------------- \| ------------------------------------ \| ---------- \| --- \| --------- \| --------- \| ----------- \| \| 1. \| 20 de junio de 2023 \| Subaru Park, Chester, Estados Unidos \| Costa Rica \| 3–1 \| 3–1 \| Victoria \| Amistoso \| |                     |                                      |            |     |           |           |             |
| N.° | Fecha               | Lugar                                | Rival      | Gol | Resultado | Resultado | Competición |
| 1. | 20 de junio de 2023 | Subaru Park, Chester, Estados Unidos | Costa Rica | 3–1 | 3–1       | Victoria  | Amistoso    |

## Estadísticas

### Clubes
Actualizado al último partido disputado el 17 de agosto de 2025.
| Club                               | Div.          | Temporada     | Liga  | Liga  | Copas nacionales | Copas nacionales | Copas internacionales | Copas internacionales | Total | Total |
| Club                               | Div.          | Temporada     | Part. | Goles | Part.            | Goles            | Part.                 | Goles                 | Part. | Goles |
| ---------------------------------- | ------------- | ------------- | ----- | ----- | ---------------- | ---------------- | --------------------- | --------------------- | ----- | ----- |
| Independiente del Valle · Ecuador  | 1.ª           | 2019          | 0     | 0     | —                | —                | —                     | —                     | 0     | 0     |
| Independiente del Valle · Ecuador  | 1.ª           | 2020          | 0     | 0     | Inexistentes     | Inexistentes     | —                     | —                     | 0     | 0     |
| Independiente Juniors · Ecuador    | 2.ª           | 2020          | 12    | 2     | 0                | 0                | Inexistentes          | Inexistentes          | 12    | 2     |
| Independiente Juniors · Ecuador    | 2.ª           | 2021          | 2     | 1     | 0                | 0                | Inexistentes          | Inexistentes          | 2     | 1     |
| Independiente Juniors · Ecuador    | Total club    | Total club    | 14    | 3     | 0                | 0                | 0                     | 0                     | 14    | 3     |
| Independiente del Valle · Ecuador  | 1.ª           | 2021          | 14    | 2     | 1                | 0                | 10                    | 1                     | 25    | 3     |
| Independiente del Valle · Ecuador  | Total club    | Total club    | 14    | 2     | 1                | 0                | 10                    | 1                     | 25    | 3     |
| Vancouver Whitecaps F. C. · Canadá | 1.ª           | 2021          | 0     | 0     | 0                | 0                | Inexistentes          | Inexistentes          | 0     | 0     |
| Vancouver Whitecaps F. C. · Canadá | 1.ª           | 2022          | 24    | 2     | 1                | 0                | Inexistentes          | Inexistentes          | 25    | 2     |
| Vancouver Whitecaps F. C. · Canadá | 1.ª           | 2023          | 36    | 4     | 3                | 0                | 6                     | 2                     | 45    | 6     |
| Vancouver Whitecaps F. C. · Canadá | 1.ª           | 2024          | 31    | 1     | 5                | 0                | 5                     | 1                     | 41    | 2     |
| Vancouver Whitecaps F. C. · Canadá | 1.ª           | 2025          | 19    | 4     | 1                | 0                | 9                     | 1                     | 29    | 5     |
| Vancouver Whitecaps F. C. · Canadá | Total club    | Total club    | 110   | 11    | 10               | 0                | 20                    | 4                     | 140   | 15    |
| Pumas de la UNAM · México          | 1.ª           | 2025-26       | 5     | 0     | Inexistentes     | Inexistentes     | 2                     | 0                     | 7     | 0     |
| Pumas de la UNAM · México          | Total club    | Total club    | 5     | 0     | 0                | 0                | 2                     | 0                     | 7     | 0     |
| Total carrera                      | Total carrera | Total carrera | 143   | 16    | 11               | 0                | 32                    | 5                     | 186   | 21    |
| 1. 2.                              |               |               |       |       |                  |                  |                       |                       |       |       |

### Selección
Actualizado al último partido disputado el 10 de junio de 2025.
| Selección       | Año             | Amistosos | Amistosos | Amistosos | Continental | Continental | Continental | Mundial | Mundial | Mundial | Total | Total | Total  | Media goleadora |
| Selección       | Año             | Part.     | Goles     | Asist.    | Part.       | Goles       | Asist.      | Part.   | Goles   | Asist.  | Part. | Goles | Asist. | Media goleadora |
| --------------- | --------------- | --------- | --------- | --------- | ----------- | ----------- | ----------- | ------- | ------- | ------- | ----- | ----- | ------ | --------------- |
| Sub-17          | 2019            | —         | —         | —         | 8           | 2           | 1           | 4       | 1       | 1       | 12    | 3     | 2      | 0.25            |
| Sub-20          | 2020            | 1         | 0         | 1         | —           | —           | —           | —       | —       | —       | 1     | 0     | 1      | 1               |
| Sub-23          | 2023            | 2         | 0         | 0         | —           | —           | —           | —       | —       | —       | 2     | 0     | 0      | 0               |
| Sub-23          | 2024            | —         | —         | —         | 4           | 0           | 4           | —       | —       | —       | 4     | 0     | 4      | 0               |
| Sub-23          | Total           | 2         | 0         | 0         | 4           | 0           | 4           | 0       | 0       | 0       | 6     | 0     | 4      | 0               |
| Absoluta        | 2023            | 1         | 1         | 0         | —           | —           | —           | —       | —       | —       | 1     | 1     | 0      | 1               |
| Absoluta        | 2024            | 0         | 0         | 0         | 3           | 0           | 1           | —       | —       | —       | 3     | 0     | 1      | 0               |
| Absoluta        | 2025            | 0         | 0         | 0         | 4           | 0           | 1           | —       | —       | —       | 4     | 0     | 1      | 0               |
| Absoluta        | Total           | 1         | 1         | 0         | 7           | 0           | 2           | 0       | 0       | 0       | 8     | 1     | 2      | 0.13            |
| Total selección | Total selección | 4         | 1         | 1         | 19          | 2           | 7           | 4       | 1       | 1       | 27    | 4     | 9      | 0.15            |
| 1. 2.           |                 |           |           |           |             |             |             |         |         |         |       |       |        |                 |

## Palmarés

### Campeonatos nacionales
| Título                          | Club                    | Año  |
| ------------------------------- | ----------------------- | ---- |
| Serie A de Ecuador              | Independiente del Valle | 2021 |
| Campeonato Canadiense de Fútbol | Vancouver Whitecaps     | 2022 |
| Campeonato Canadiense de Fútbol | Vancouver Whitecaps     | 2023 |
| Campeonato Canadiense de Fútbol | Vancouver Whitecaps     | 2024 |

### Campeonatos internacionales
| Título                   | Club                    | Año  |
| ------------------------ | ----------------------- | ---- |
| Copa Libertadores Sub-20 | Independiente del Valle | 2020 |